# Czerniewicze (kolonia)
Czerniewicze (biał. Чарневічы; ros. Черневичи) – dawna kolonia. Tereny na których leżała znajdują się obecnie na Białorusi, w obwodzie witebskim, w rejonie głębockim, w sielsowiecie Prozoroki.

## Historia
W czasach zaborów folwark i dobra w gminie Czerniewicze, w powiecie dzisieńskim, w guberni wileńskiej Imperium Rosyjskiego. Własność Sielickich, a następnie Bernowiczów.
W latach 1921–1945 folwark, a następnie kolonia leżała w Polsce, w województwie wileńskim, w powiecie dziśnieńskim, w gminie Czerniewicze, a od 1929 w gminie Prozoroki.
Według Powszechnego Spisu Ludności z 1921 roku zamieszkiwało tu 120 osób, 60 było wyznania rzymskokatolickiego, 60 prawosławnego. Jednocześnie 22 mieszkańców zadeklarowało polską, a 98 białoruską przynależność narodową. Było tu 8 budynków mieszkalnych. W 1931 w 24 domach zamieszkiwało 151 osób.
Wierni należeli do parafii rzymskokatolickiej i prawosławnej w Czerniewiczach. Miejscowość podlegała pod Sąd Grodzki w Głębokiem i Okręgowy w Wilnie; właściwy urząd pocztowy mieścił się w Prozorokach.